# Corpo cavernoso do clitóris
O corpo cavernoso do clitóris é uma de um par de regiões esponjosas de tecido erétil que contêm a maior parte do sangue do clitóris durante a ereção clitoriana. Isso é homólogo ao corpo cavernoso do pênis no homem; o corpo do clitóris contém tecido erétil em um par de corpos cavernosos (literalmente "corpos semelhantes a cavernas"), com uma estrutura reconhecivelmente semelhante. 

## Anatomia

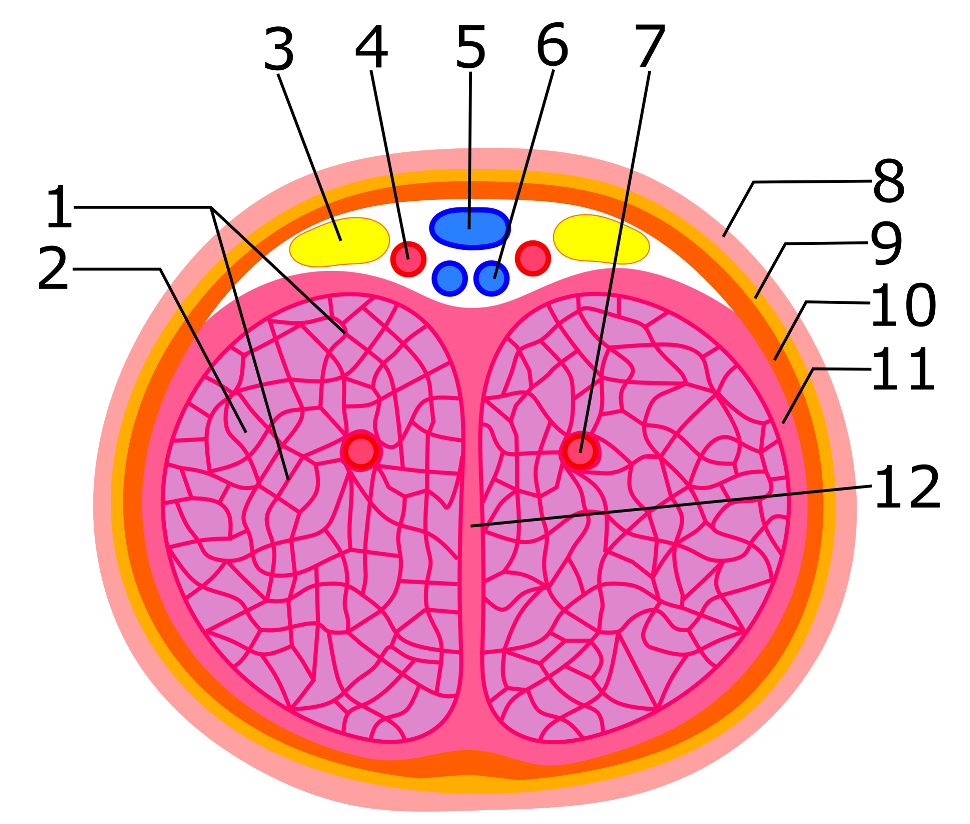
Anatomia interna do clitóris

Os dois corpos cavernosos são tecidos eréteis expansíveis que se enchem de sangue durante a ereção clitoriana. Essas formações são feitas de um tecido esponjoso contendo espaços irregulares cheios de sangue revestidos por endotélio e separados por septos de tecido conjuntivo. Unidos juntos ao longo de suas superfícies mediais por um septo pectiniforme fibroso incompleto; cada corpus está conectado aos ramos do púbis e ísquio por uma capuz clitoriano. 
A anatomia feminina possui dois bulbos vestibulares sob a pele dos pequenos lábios (na entrada da vagina), que se expandem ao mesmo tempo que a glande clitoridis para cobrir as extremidades dos corpos cavernosos. Isso é homólogo ao corpo esponjoso da anatomia masculina.

## Fisiologia
Em algumas circunstâncias, a liberação de óxido nítrico precede o relaxamento da artéria cavernosa clitoriana e do músculo próximo, em um processo semelhante à excitação masculina. Mais sangue flui pela artéria cavernosa do clitóris, a pressão nos corpos cavernosos do clitóris aumenta e o clitóris fica cheio de sangue. Isso leva à extrusão da glande clitoridiana e aumenta a sensibilidade ao contato físico.